# Lê Kính Tông
Lê Kính Tông (chữ Hán: 黎敬宗 1588 – 23 tháng 6 năm 1619) có tên là Lê Duy Tân (黎維新), là vị Hoàng đế thứ 5 của nhà Lê Trung hưng và thứ 16 của nhà Hậu Lê trong lịch sử Việt Nam, người huyện Thọ Xuân, Thanh Hóa. Ông làm vua từ năm 1599 đến năm 1619.

## Lên ngôi
Vua Lê Kính Tông húy là Lê Duy Tân, là con thứ của Lê Thế Tông, mẹ là Ý Đức Hoàng thái hậu Nguyễn thị, người xã Duy Tinh, huyện Thần Lộc (nay là xã Thuần Lộc, huyện Hậu Lộc, tỉnh Thanh Hóa).
Năm 1599, Tả tướng Trịnh Tùng ép vua Lê Thế Tông phải phong cho mình làm Đô Nguyên súy Tổng quốc chính thượng phụ Bình An vương, là chức quan cao nhất trong triều, chỉ đứng sau vua. Ông lại cho xây phủ chúa ở ngay bên cạnh triều đình vua Lê, và từ đó phủ chúa trở thành nơi bàn định công việc của đất nước. Triều đình chỉ còn là hư danh, vua Lê chỉ có 5000 lính túc vệ, thuế 1000 xã để chi dụng, còn những việc đặt quan, thu thuế, bắt lính, trị dân, đều thuộc về quyền họ Trịnh cả; chỉ có khi nào thiết triều hay là tiếp sứ thì mới cần đến vua mà thôi. Đó là bắt đầu sự nghiệp 200 năm của các chúa Trịnh ở Đàng Ngoài.
Ngày 12 tháng 10 năm đó, vua Thế Tông qua đời, Bình An vương Trịnh Tùng bàn với các quan rằng Thái tử Lê Duy Từ không được thông minh mẫn tiệp, bèn lập Duy Tân lên làm vua, tức là Lê Kính Tông. Đó là ngày 15 tháng 10 năm 1599.

## Trị vì
Ngay trước khi Kính Tông lên ngôi, chính quyền nhà vua giờ đã trở thành bù nhìn, mọi quyền hành thực sự nằm trong tay chúa Trịnh. Ông nội của Kính Tông là Lê Anh Tông (Duy Bang) đã bị Trịnh Tùng sát hại khi muốn chống lại Trịnh Tùng. Từ năm 1600, tình hình chính trị trong nước lại chuyển biến theo một cục diện mới. Ở miền Bắc, Trịnh Tùng đã cơ bản dẹp được nhà Mạc, chỉ còn một số dư đảng ở miền Trung du và miền núi Việt Bắc vẫn phải nhiều lần đi dẹp.
Lúc đó Trấn thủ Thuận Hóa Nguyễn Hoàng ở Thăng Long hơn 8 năm, bị Trịnh Tùng ghen ghét không cho về trấn. Mùa hạ năm 1600, Nguyễn Hoàng kích động bọn Phan Ngạn, Bùi Văn Khuê, Ngô Đình Nga nổi lên chống lại nhà Lê, theo về họ Mạc. Nguyễn Hoàng xin được cầm quân đánh dẹp rồi bí mật đốt hết doanh trại, trốn về Thuận Hóa. Lòng người trong kinh kì dao động, vua Kính Tông phải theo Trịnh Tùng chạy về Thanh Hoa. Họ Mạc nhân đó lại nổi lên, giành lấy thành Thăng Long. Tháng 8 âm lịch, Trịnh Tùng đưa quân phản công, chiếm lại Đông Kinh, bắt giết quốc mẫu họ Mạc, đuổi vua Mạc Kính Cung về Cao Bằng. Những năm tiếp theo, Trịnh Tùng nhiều lần đưa quân đánh lên Cao Bằng và Thái Nguyên, đánh bại quân Mạc nhiều trận nhưng vẫn chưa thể tiêu diệt tận gốc.

## Mưu sát Trịnh Tùng và bị bức tử
Mùa hạ năm 1619, Lê Kính Tông vì thấy Trịnh Tùng chuyên quyền quá lắm, nên không chịu được. Biết con thứ của Trịnh Tùng là Trịnh Xuân tranh ngôi với Trịnh Tráng, nên nhà vua bàn mưu với Xuân giết Chúa, rồi quyền bính sau này sẽ trao cho Xuân. Xuân nghe tin chúa sẽ ra bến Đông Hà xem đua thuyền, bèn sai thuộc hạ là Văn Đốc đặt địa lôi và phục súng ở cạnh ngã ba đường. Quả nhiên Chúa có đến lầu ở bờ sông. Khi về, thường Chúa cưỡi voi. Hôm ấy, Chúa thấy trong lòng không yên, cho voi ngựa và nghi vệ đi trước, còn tự mình ngồi kiệu đi sau. Đến chỗ ngã ba, có tiếng súng nổ, bắn gãy cây lọng tía. Vội sai truy bắt, thì bắt được Văn Đốc cùng đồ đảng, đem về phủ tra hỏi, y khai ra nhà vua cùng Vạn quận công (Xuân). Chúa sai Trấn quận công Trịnh Lâm và Nhạc quận công Bùi Sĩ Lâm vào điện xét hỏi Tả Hữu, thì biết hết sự trạng.
Ngày 23 tháng 6, Trịnh Tùng ngự ra phủ đường, tập hợp bách quan; thân bưng mâm vàng trầu cau bước ra, khóc mà nói rằng:
Thời kỳ họ Mạc, nhà vua đã không còn thiên hạ. Cha tôi thân khởi nghĩa binh, đón Tiên đế từ trong hang núi trở về, sáng lập triều đình. Tôi tôn phò ba triều, thân trải trăm trận đánh, thu phục giang sơn, tổn phí bao tâm lực, tuổi đã bảy mươi. Nay nhà vua nghe đứa con phản nghịch, nhẫn tâm làm việc này.
Các thần liêu văn võ ai cũng phẫn uất. Nguyễn Danh Thế, Lê Bật Tứ, Nguyễn Duy Thì đều kiên quyết nói: "Con bất hiếu thì phải giết, vua vô đạo thì phải phế" và xin cho Xuân được tự tử. Lại theo việc trước đây Y, Hoắc đã làm. Chúa đáp:
Đây là việc lớn, các ông chớ nên khinh suất.
Nguyễn Danh Thế xin bắt Trịnh Xuân, bãi hết quan tước, binh quyền, giam vào nội phủ. Chúa nghe theo và còn giết bọn Văn Đốc. Nhà vua nói với Đoan Từ Hoàng hậu Trịnh Thị Ngọc Trinh (con gái của Chúa):
Trẫm còn mặt mũi nào trông thấy Vương phụ nữa?
Rồi tự thắt cổ chết, khi đó mới có 31 tuổi. Chúa nghe tin rất sửng sốt, thương xót. Sớm hôm sau gọi các bề tôi vào nói:
Tai biến của trời không phải vô cớ mà sinh ra, không ngờ nay lại thấy việc này. Nên làm sao bây giờ?
Các quan hô rằng:
Thánh thượng chí đức. Nhà vua làm điều vô đạo, tự dứt với mệnh trời, thì lễ tang tế nên tước giảm bớt đi.
Chúa bảo:
Lòng ta không nỡ.
Và sai vẫn dùng lễ đối với Thiên tử. Triều đình bàn không nên đưa vào thờ ở Thái miếu mà lập một điện riêng để thờ cúng, dâng thụy là "Giản Huy Đế" táng ở lăng Bố Vệ. Mãi đến năm 1631, triều đình mới dâng tôn hiệu là Kính Tông Huệ Hoàng đế.
Sau khi Giản Huy Đế mất, trong tôn tộc còn có cháu đích của Anh Tông, con Bản quốc công Lê Bách là Cường quận công Lê Duy Trụ lấy con gái của Thế tử Tráng, cũng có ý muốn lên ngôi. Hoàng hậu khóc với Chúa rằng:
Tiên quân có tội, chứ đứa con có tội gì? Sao lại bỏ con của con mà đi tìm người khác. Nếu phụ vương lập nó, thì đến muôn đời sau kẻ làm vua vẫn là con cháu của phụ vương vậy.
Chúa mới quyết định, sai đại thần và bách quan rước Hoàng trưởng tử Lê Duy Kì tới điện Cần Chánh lên ngôi, tức là Lê Thần Tông.

## Gia quyến
- Phụ thân: Lê Thế Tông
- Mẫu thân: Ý Đức Hoàng thái hậu Nguyễn Thị

### Hậu Phi
| STT | Danh hiệu             | Tên                  | Sinh mất | Cha                      | Ghi chú |
| --- | --------------------- | -------------------- | -------- | ------------------------ | ------- |
| 1   | Đoan Từ Huệ Hoàng hậu | Trịnh Thị Ngọc Trinh |          | Bình An vương Trịnh Tùng |         |
| 2   | Đệ nhị vuơng phi      | Trần Thị             |          |                          |         |
| 3   | Đệ tam vuơng phi      | Nguyễn Ngọc Nương    |          |                          |         |
| 4   | Đệ tứ vương phi       | Đỗ Thị               |          |                          |         |

### Hậu Duệ
| STT | Danh hiệu               | Tên                | Sinh mất    | Mẹ                                         | Ghi chú |
| --- | ----------------------- | ------------------ | ----------- | ------------------------------------------ | ------- |
| 1   | Lê Thần Tông (黎神宗)   | Lê Duy Kỳ (黎維祺) | 1607 - 1662 | Đoan Từ Huệ Hoàng hậu Trịnh Thị Ngọc Trinh |         |
| 2   | Vân Lĩnh Công (雲嶺公)  | Lê Duy Hỗ (黎維祜) | 1608 - 1660 | Đệ tam vuơng phi Nguyễn Ngọc Nương         |         |
| 3   | Hán Dương Công (漢陽公) | Lê Duy Tá (黎維袏) | 1609 - 1667 |                                            |         |

| STT | Danh hiệu       | Tên                          | Sinh mất | Mẹ | Ghi chú |
| --- | --------------- | ---------------------------- | -------- | -- | ------- |
| 1   | Hoàng trưởng nữ | Lê Thị Ngọc Tường (黎氏玉祥) | 1606-?   |    |         |
| 2   | Hoàng nhị nữ    | Lê Thị Ngọc Oanh (黎氏玉鶯)  | 1610-?   |    |         |

## Nhận định
Sách Đại Việt Sử ký Toàn thư, bản kỉ tục biên 20 nhận xét:
Vua nối thể thống, giữ nghiệp đã thành, nhờ sức nhà Chúa, bình định bọn phản nghịch, thân đưa đến cảnh thái bình. Nhưng lầm nghe mưu gian ngầm bội bạc người sư phó không được, phải chết ở chốn lưu đày. Nhưng nối giữ nghiệp, lòng tôn trọng tin theo không thể chê trách, Chúa là nhạc phụ, nắm chính quyền, tình nghĩa khuông phò lại càng dốc hết, có quyền biến mà không bỏ mất đạo thường. Càng thấy rõ cái đức tuyệt vời của nhà Chúa.

## Niên hiệu
Trong thời gian ở ngôi, Lê Kính Tông đã đặt hai niên hiệu:
- Thận Đức (1600)
- Hoằng Định (1601 - 1619)